# Anderby
Anderby är en ort och civil parish i Storbritannien.   Den ligger i grevskapet Lincolnshire och riksdelen England, i den sydöstra delen av landet, 200 km norr om huvudstaden London. Anderby ligger 3 meter över havet och antalet invånare är 335.
Terrängen runt Anderby är platt. Havet är nära Anderby åt nordost.  Närmaste större samhälle är Skegness, 12,7 km söder om Anderby. 